# Lugoiops maya
Lugoiops maya är en dagsländeart som beskrevs av Mccafferty och Baumgardner 2003. Lugoiops maya ingår i släktet Lugoiops och familjen ådagsländor. Inga underarter finns listade i Catalogue of Life.